# جيمس ونستون
جميس لانايد ونستون (بالإنجليزية: Jameis Lanaed Winston؛ مواليد 6 يونيو 1994) هو لاعب كرة قدم أمريكي محترف يلعب لصالح فريق نيويورك جاينتس في الدوري الوطني لكرة القدم الأمريكية (إن إف إل). لعب كرة القدم الجامعية لصالح فريق سيمينولز ولاية فلوريدا ‏، ليصبح أصغر لاعب يفوز بجائزة هايزمان ويقود فريقه إلى النصر في بطولة بي سي إس الوطنية لعام 2014 خلال عامه الأول قبل أن يتم اختياره أولاً بشكل عام من قبل فريق تامبا باي بوكانيرز في مشروع إن إف إل لعام 2015 ‏.
حقق وينستون العديد من الأرقام القياسية للمبتدئين في فريق بوكانيرز، مما أكسبه تكريمات برو بول، وقاد الدوري في ياردات التمرير خلال موسم 2019. ومع ذلك، لم يتمكن من الوصول إلى التصفيات مع تامبا باي، كما تميز موسمه 2019 أيضًا بقيادته للدوري في الاعتراضات، بما في ذلك تسجيل الرقم القياسي لموسم الدوري الوطني لكرة القدم الأمريكية للاعتراضات التي تم إرجاعها للهبوط. بعد انتهاء عقده كلاعب مبتدئ مع فريق باكانيرز، انضم وينستون إلى منافس تامبا باي في دوري كرة القدم الأميركي الجنوبي، نيو أورليانز ساينتس، حيث لعب كلاعب أساسي ولاعب احتياطي لمدة أربعة مواسم. وفي وقت لاحق، وقع عقدًا لمدة عام واحد مع فريق كليفلاند براونز، حيث أصبح لاعبًا أساسيًا بعد إصابة ديشون واتسون.

## النشأة
وُلِد وينستون في بيسيمر، ألاباما، في 6 يناير 1994. التحق بمدرسة هيوتون الثانوية ‏، حيث لعب كرة القدم والبيسبول. تم اعتبار وينستون أفضل لاعب وسط مزدوج التهديد في البلاد من قبل ريفالز.كوم، وأفضل لاعب وسط مجند بشكل عام من قبل إي إس بي إن. تم تسمية وينستون أيضًا كأفضل لاعب في معسكر إي إس بي إن رايز إيليت 11 للوسطاء. بالإضافة إلى ذلك، حصل وينستون على جائزة أفضل لاعب في العام من غاتوريد لولاية ألاباما.
التزم ونستون بحضور جامعة ولاية فلوريدا في 3 فبراير 2012. اختار فريق تكساس رينجرز وينستون في الجولة الخامسة عشرة من مشروع دوري البيسبول الرئيسي لعام 2012 بعد تخرجه من المدرسة الثانوية. على الرغم من أن فريق رينجرز اقترح السماح له باللعب لفريق كرة القدم فلوريدا ستيت سيمينولز ‏ أثناء التدريب مع منظمة البيسبول الخاصة بهم، قرر وينستون عدم التوقيع.

## المسيرة الجامعية

### كرة القدم

#### موسم 2012
ارتدى وينستون قميصًا أحمر خلال موسم كرة القدم الجامعية لعام 2012 خلف لاعب الوسط المخضرم إي جيه مانويل ‏.

#### موسم 2013

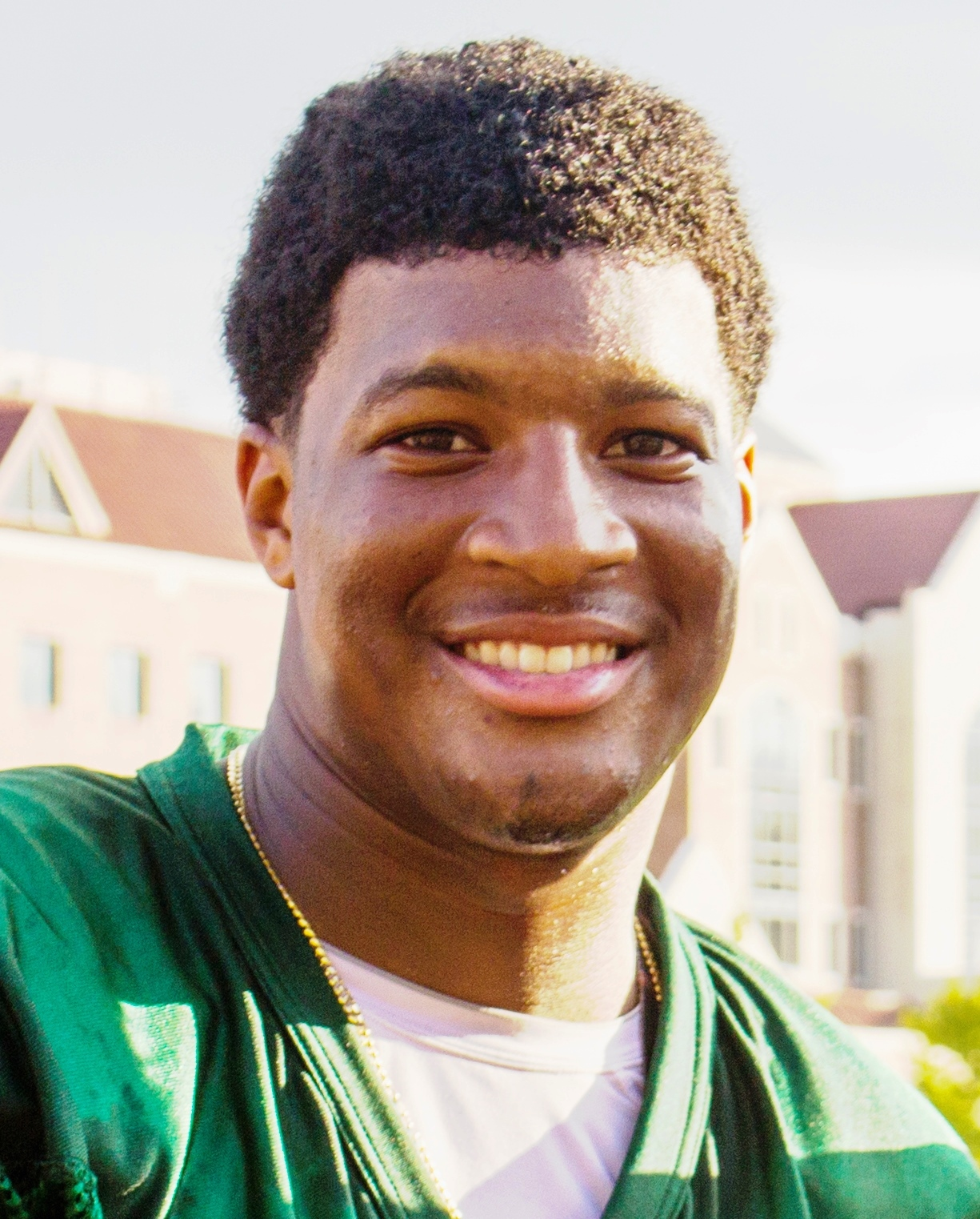
وينستون في عام 2013

قبل موسم 2013، تم تعيين وينستون كلاعب الوسط الأساسي لفريق ولاية فلوريدا. في أول ظهور له في الكلية، أكمل 25 تمريرة من أصل 27 مع أربع تمريرات هبوطية بالإضافة إلى هبوط سريع في فوز 41–17 على جامعة بيتسبرغ.
ساعد وينستون في قيادة الفريق إلى رقم قياسي غير مهزوم في الموسم العادي 13–0، بما في ذلك الفوز 45–7 في بطولة مؤتمر الساحل الأطلسي (إيه سي سي) ‏ ضد ديوك.
بفضل نجاحاته في عام 2013، حصل ونستون على العديد من الأوسمة. تم اختياره كأفضل لاعب هجومي في إيه سي سي لعام 2013 ولاعب العام في إيه سي سي إلى جانب فوزه بجائزة أفضل لاعب كرة قدم جامعية من وكالة أسوشيتد برس، وجائزة ديفي أوبراين، وجائزة مانينغ، وجائزة والتر كامب لأفضل لاعب في العام، بالإضافة إلى لقب «جيمس الشهير». بالإضافة إلى ذلك، تم اختياره كأحد أفضل اللاعبين الأمريكيين بالإجماع. ومن أبرز إنجازاته أنه فاز بجائزة هايزمان في 14 ديسمبر 2013، متغلبًا على لاعبي الوسط إيه جيه مكارون ‏ وجوردن لونش وجوني مانزيل، الفائز السابق، بالإضافة إلى لاعبي الركض تري ماسون ‏ وأندريه وليامز. وأصبح ثاني طالب جديد يفوز بالجائزة، بعد مانزيل الذي فاز بها في العام السابق. وأصبح أيضًا أصغر شخص يفوز بالجائزة، بعمر 19 عامًا و342 يومًا.
في 6 يناير 2014، وهو عيد ميلاد ونستون العشرين، هزمت ولاية فلوريدا أوبورن بنتيجة 34–31 في مباراة بطولة بي سي إس الوطنية لعام 2014. تم اختيار وينستون كأفضل لاعب هجومي في المباراة بعد تمريره لمسافة 235 ياردة مع هدفين، بما في ذلك تمريرة الهبوط الفائزة بالمباراة إلى كيلفن بنجامين قبل 13 ثانية من نهاية المباراة. أنهى وينستون موسمه الأول برصيد 4057 ياردة تمرير و40 هبوطًا في التمرير، وهو رقم قياسي في مؤتمر ساحل الأطلنطي ورقم قياسي في قسم كرة القدم الأول ‏ للطلاب الجدد.

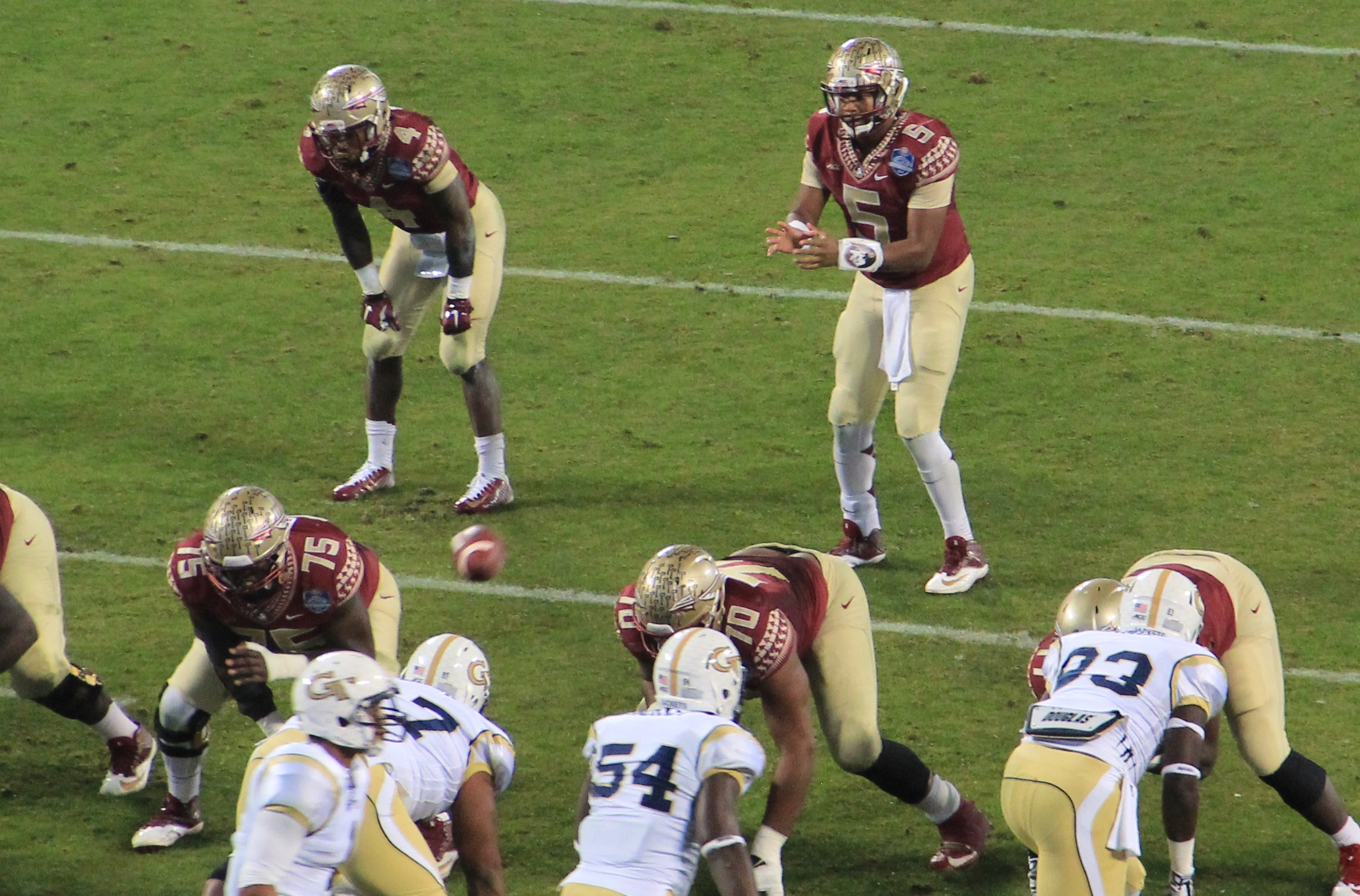
وينستون يتلقى لقطة في بطولة إيه سي سي لعام 2014.

#### موسم 2014
بدأ وينستون 13 مباراة في موسمه الثاني كلاعب تحت القميص الأحمر. ولم يشارك في أي مباراة بسبب الإيقاف. بعد موسم عادي بنتيجة 13–0، تم اختيار فريق سيمينول للعب في روز بول 2015 ‏، وهي مباراة نصف نهائية في تصفيات الكلية لكرة القدم ‏، ضد فريق أوريغون ‏. فاز فريق أوريغون بالمباراة بنتيجة 59–20، مما جعل وينستون يخسر المباراة الوحيدة له كلاعب أساسي خلال مسيرته الجامعية. أنهى وينستون الموسم برصيد 3907 ياردة تمرير و25 هبوطًا، وهو ما يجعله الفريق الرائد في المؤتمر. احتل المركز السادس في تصويت جائزة هايزمان في عام 2014.
بعد انتهاء الموسم، قرر وينستون التنازل عن العامين المتبقيين من الأهلية والدخول في مشروع الدوري الوطني لكرة القدم الأمريكية لعام 2015 ‏. أنهى مسيرته كلاعب أساسي بنتيجة 26–1 وأكمل 562 تمريرة من أصل 851 لمسافة 7964 ياردة و65 هبوطًا و28 اعتراضًا.

#### إحصائيات كرة القدم الجامعية
| الموسم  | الفريق        | المباريات | المباريات | المباريات | التمرير   | التمرير   | التمرير   | التمرير   | التمرير   | التمرير   | التمرير   | التمرير   | الاندفاع  | الاندفاع  | الاندفاع  | الاندفاع  | الاندفاع |
| الموسم  | الفريق        | لعب       | م أ       | سجل       | ت م       | م ت       | إ%        | ي ت       | ي/ت       | أ ت م     | ت هـ      | اع        | ت ت       | ي م ا     | متوسط     | هـ س      |          |
| ------- | ------------- | --------- | --------- | --------- | --------- | --------- | --------- | --------- | --------- | --------- | --------- | --------- | --------- | --------- | --------- | --------- | -------- |
| 2012 ‏   | ولاية فلوريدا | ريد شيرت ‏ | ريد شيرت ‏ | ريد شيرت ‏ | ريد شيرت ‏ | ريد شيرت ‏ | ريد شيرت ‏ | ريد شيرت ‏ | ريد شيرت ‏ | ريد شيرت ‏ | ريد شيرت ‏ | ريد شيرت ‏ | ريد شيرت ‏ | ريد شيرت ‏ | ريد شيرت ‏ | ريد شيرت ‏ |          |
| 2013 ‏   | ولاية فلوريدا | 14        | 14        | 14–0      | 257       | 384       | 66.9      | 4،057     | 10.6      | 40        | 10        | 184.8     | 77        | 193       | 2.5       | 4         |          |
| 2014    | ولاية فلوريدا | 13        | 13        | 12–1      | 305       | 467       | 65.4      | 3،907     | 8.4       | 25        | 18        | 145.5     | 57        | 65        | 1.2       | 3         |          |
| المجموع | المجموع       | 27        | 27        | 26–1      | 562       | 851       | 66.0      | 7،964     | 9.4       | 65        | 28        | 163.3     | 134       | 258       | 1.9       | 7         |          |

#### الجوائز والأوسمة
- جائزة هايزمان[الإنجليزية] (2013)
- جائزة والتر كامب[الإنجليزية] (2013)
- جائزة مانينغ[الإنجليزية] (2013)
- جائزة آرتشي جريفين  [لغات أخرى]‏ (2013)
- لاعب العام في وكالة أسوشيتد برس[الإنجليزية] (2013)
- أفضل لاعب في العام من سبورتنج نيوز[الإنجليزية] (2013)
- بطولة بي سي إس الوطنية (2014)
- أفضل لاعب هجومي في بطولة بي سي إس الوطنية[الإنجليزية] (2014)
- بطل أورانج بول  [لغات أخرى]‏ (2013)
- إجماع كل الأمريكيين[الإنجليزية] (2013)
- مرتين، الفريق الأول كل– إيه سي سي (2013، 2014)
- لاعب العام في مؤتمر ساحل الأطلنطي (2013)
- أفضل لاعب هجومي في مؤتمر ساحل الأطلنطي (2013)
- أفضل لاعب صاعد في مؤتمر ساحل الأطلنطي[الإنجليزية] (2013)
- أفضل لاعب هجومي مبتدئ في إيه سي سي[الإنجليزية] (2013)
- رياضي العام في مؤتمر ساحل الأطلنطي[الإنجليزية] (2014)
- أفضل لاعب جديد في كرة القدم الجامعية (2013)
- أفضل لاعب في مباراة بطولة إيه سي سي (2013)
- بطولة إيه سي سي  [لغات أخرى]‏ 3 مرات (2012، 2013، 2014)
- أفضل مدرسة ثانوية أمريكية حسب تصنيف يو إس إيه توداي (2011)

#### كرة القاعدة

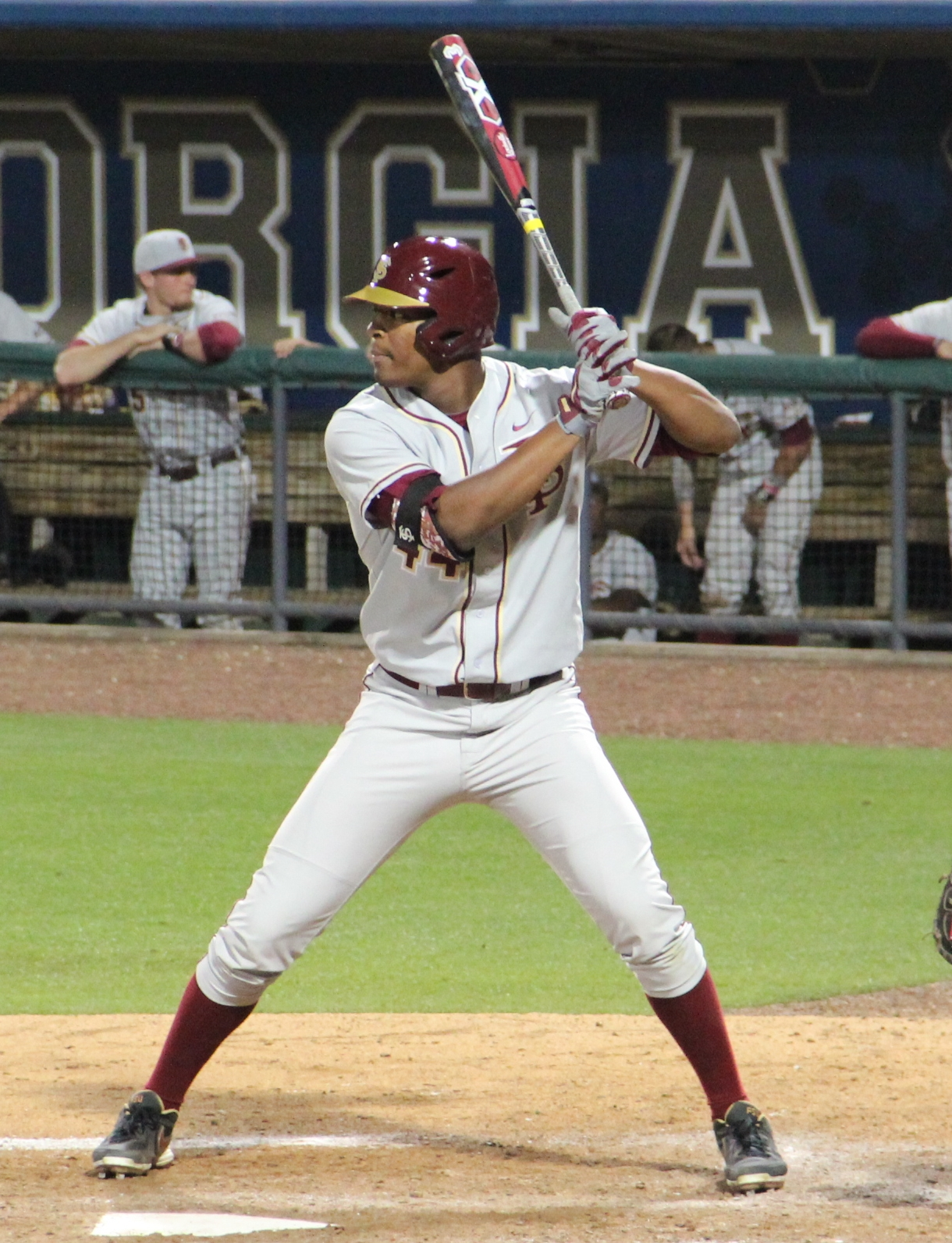
وينستون في ملعب روس تشاندلر، 2014

اختار وينستون ولاية فلوريدا جزئيًا لأنه سُمح له باللعب لفريق فلوريدا ستيت سيمينولز للبيسبول بالإضافة إلى كرة القدم. كان ضاربًا متبادلًا وراميًا باليد اليمنى، ولعب كلاعب خارجي ورامٍ كطالب جديد في عام 2013. حقق معدل ضرب بلغ.235 مع نسبة وصول إلى القاعدة بلغت.723 بالإضافة إلى الضرب في 119 ضربة وكان متوسط نقاطه المكتسبة 3.00 في 27 جولة. قبل موسم 2014، تم اختيار وينستون كأحد أفضل اللاعبين الأمريكيين في فترة ما قبل الموسم من قبل مجلة بيسبول أمريكا ‏ باعتباره لاعبًا مساعدًا في الفريق الثالث.

#### إحصائيات كرة القاعدة الجامعية
| الموسم  | الفريق        | أ ل  | ف | خ | إ | م ر م | ض ق | ق ك | م ض  | ض  | ش  | ض أ | ع أ م | ق ك | ن ض/ن م ق |
| ------- | ------------- | ---- | - | - | - | ----- | --- | --- | ---- | -- | -- | --- | ----- | --- | --------- |
| 2013    | ولاية فلوريدا | 27.0 | 1 | 2 | 2 | 3.00  | 21  | 12  | .235 | 28 | 21 | 0   | 9     | 22  | .345/.377 |
| 2014    | ولاية فلوريدا | 33.1 | 1 | 0 | 7 | 1.08  | 31  | 7   | .128 | 5  | 6  | 0   | 4     | 8   | .179/.292 |
| المجموع | المجموع       | 60.1 | 2 | 2 | 9 | 1.95  | 62  | 19  | .208 | 33 | 27 | 0   | 13    | 30  |           |

## المسيرة المهنية
| Height in                                       | Height ft | طول الذراع | مدى اليد | سباق 40 ياردة | انقسام 10 ياردات | انقسام 20 ياردات | مكوك 20 ياردة | مثقاب ثلاثي المخاريط | القفز العمودي | الوثب الطويل القائم ‏ | وندرليك |
| ----------------------------------------------- | --------- | ---------- | -------- | ------------- | ---------------- | ---------------- | ------------- | -------------------- | ------------- | -------------------- | ------- |
| 6 3 3/4                                         | 231       | 32         | 9 3/8    | 4.97 s        | 1.74 s           | 2.89 s           | 4.36 s        | 7.16 s               | 28.5          | 8 7                  | 27      |
| جميع القيم من إن إف إل كومباين باستثناء وندرليك |           |            |          |               |                  |                  |               |                      |               |                      |         |

### تامبا باي بوكانيرز

#### موسم 2015

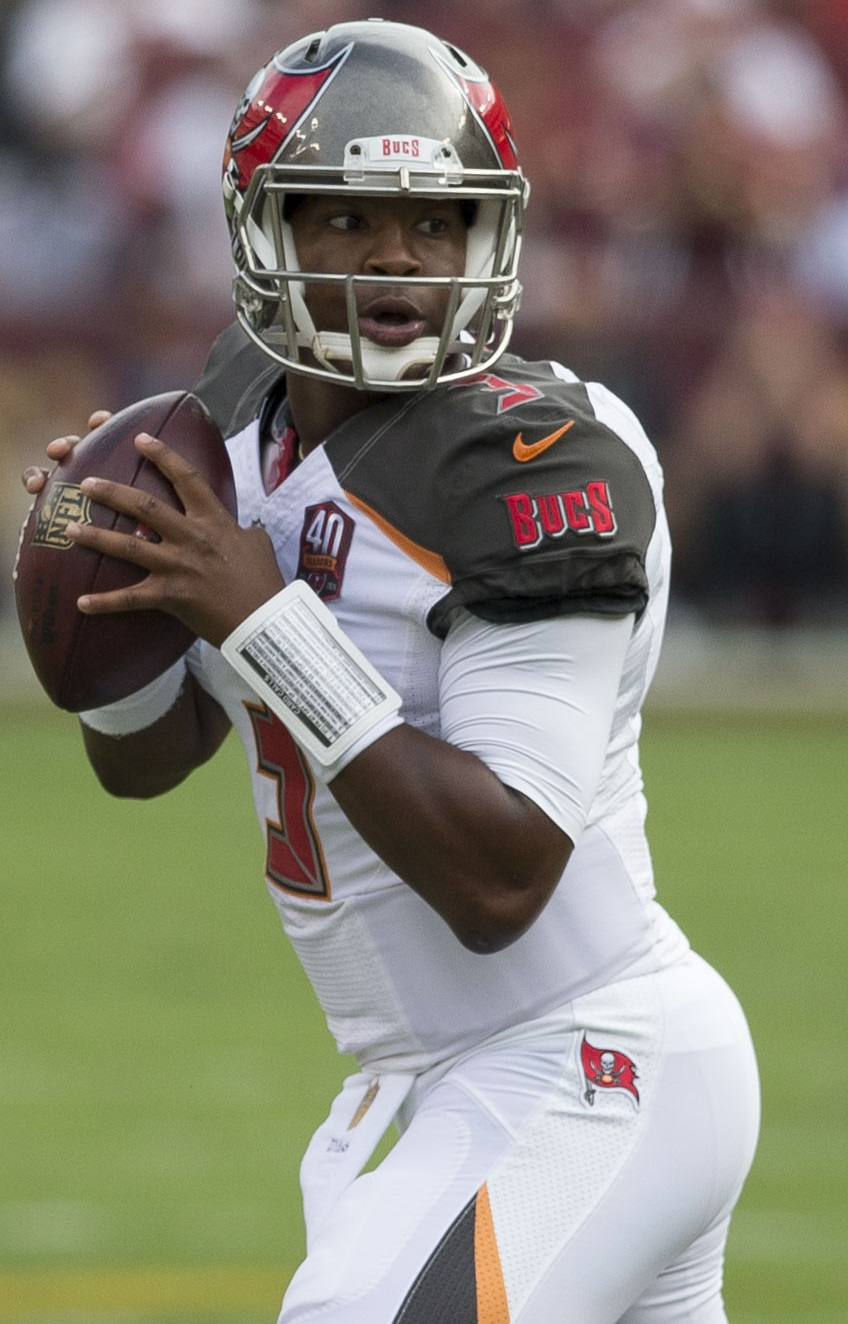
وينستون في موسمه الأول.

اختار فريق تامبا باي بوكانيرز وينستون أولاً في درافت الدوري الوطني لكرة القدم الأمريكية لعام 2015 ‏. في 1 مايو 2015، وقع وينستون عقدًا مدته أربع سنوات بقيمة 23.35 مليون دولار مع فريق باكانيرز، مع مكافأة توقيع بقيمة 16.7 مليون دولار. وقد منعه العقد من ممارسة أي رياضة أخرى غير كرة القدم.
لعب وينستون أول مباراة له في الموسم العادي ضد فريق تينيسي تيتانز الذي شارك فيه زميله في الجولة الأولى، ماركوس ماريوتا ‏. في الخسارة 42–14، تم اعتراض تمريرته الأولى وإعادتها للهبوط بواسطة كوتي سينساباوغ ‏. كانت اعتراضات وينستون هي المرة الأولى التي يتم فيها إرجاع التمريرة الأولى للاعب مبتدئ من أجل تحقيق هدف منذ بريت فافر في عام 1991.
في 22 نوفمبر 2015، ضد فريق فيلادلفيا إيجلز، عادل وينستون الرقم القياسي للاعب مبتدئ في الدوري الوطني لكرة القدم الأمريكية وفريق باكانيرز، بخمس تمريرات هبوط.
حقق وينستون أرقامًا قياسية في محاولات التمرير، وإكمال التمريرات، وياردات التمرير، وهبوط التمريرات. أنهى وينستون موسمه الأول برصيد 4042 ياردة تمرير، بفارق 23 ياردة عن الرقم القياسي للفريق الذي سجله جوش فريمان عام 2012. كما أصبح وينستون ثالث لاعب وسط مبتدئ يتجاوز حاجز 4000 ياردة في موسم واحد. اختير ضمن فريق فريق إن إف إل كل الروكي لموسم 2015، ليصبح رابع لاعب وسط في فريق بوكانيرز يحصل على هذه الجائزة، لينضم إلى توم أوين (1974)، ودوغ وليامز (1978)، ومايك غلينون (2013).
قرر توم برادي، لاعب الوسط في فريق نيو إنجلاند باتريوتس، عدم المشاركة في مباراة برو بول 2016 ‏ بعد خسارة فريقه في مباراة بطولة الدوري الوطني لكرة القدم الأمريكية؛ ونتيجة لذلك، تم اختيار وينستون لأول مباراة برو بول، مما جعله أول لاعب وسط مبتدئ في تاريخ فريق بوكانيرز يتم اختياره.

#### موسم 2016
بدأ الموسم الثاني لوينستون في الدوري الوطني لكرة القدم الأمريكية بأداء مثير للإعجاب ضد فريق أتلانتا فالكونز في قبة جورجيا، حيث أكمل أكثر من 70% من رمياته لمسافة 281 ياردة وأربع تمريرات هبوط في فوز 31–24. حصل على جائزة أفضل لاعب هجومي في الأسبوع المؤتمر الوطني لكرة القدم ‏ (إن إف سي) لأدائه ضد فريق فالكونز. بعد الأسبوع الأول، بدأ فريق الباكانيرز يعاني من الإصابات، واللعب غير المتسق، والأخطاء الهجومية حتى منتصف الموسم، حيث كان الفريق في هذه المرحلة 3–5 وكان قد عانى من خسائر فادحة أمام أريزونا كاردينالز، ودينفر برونكوز، وأتلانتا فالكونز – سلسلة هزائم من ثلاث مباريات. بعد الخسارة أمام فالكونز، بدأ فريق بوكانيرز بقيادة وينستون في لعب هجوم فعال بالإضافة إلى دفاع استثنائي وأداء الفرق الخاصة، مما أدى إلى أول سلسلة انتصارات من خمس مباريات لفريق بوكانيرز منذ موسم فوزهم ببطولة سوبر بول. منحت سلسلة الانتصارات فريق باكانيرز المركز السادس في سباق تصفيات إن إف سي، والذي خسره بسرعة بعد خسارتين متتاليتين أمام دالاس كاوبويز ونيو أورليانز ساينتس. قاد وينستون فريق باكانيرز إلى موسمه الأول الفائز في ست سنوات بعد هزيمة فريق كارولينا بانثرز في نهائي الموسم العادي، حيث حطم أرقام الامتياز في ياردات التمرير والهبوط في الموسم وأصبح أول لاعب وسط في تاريخ الدوري الوطني لكرة القدم الأمريكية يبدأ مسيرته بموسمين متتاليين من 4000 ياردة تمرير. ومع ذلك، تم إقصاء فريق بوكانيرز من المنافسة على التصفيات من خلال مباراة فاصلة مع فريق ديترويت ليونز. تم تصنيفه في المرتبة 57 من قبل زملائه في قائمة أفضل 100 لاعب في الدوري الوطني لكرة القدم الأمريكية لعام 2017 ‏.

#### موسم 2017
خلال الأسبوع السادس ضد الكاردينالز، غادر وينستون المباراة بسبب إصابة واضحة في الكتف الأيمن. في اليوم التالي، 16 أكتوبر، عانى وينستون من التواء في المفصل الأخرمي الترقوي في كتفه الأيمن، لكنه صرح بأنه يستطيع اللعب رغم ذلك. خلال الخسارة أمام القديسين في الأسبوع التاسع، خرج وينستون من المباراة بسبب نفس إصابة الكتف. أعلن المدرب الرئيسي ديرك كوتر ‏ في اليوم التالي أنه سيغيب لمدة أسبوعين على الأقل لإراحة كتفه. أثناء وجوده على هامش الملعب، بدأ وينستون مشادة مع لاعب القديسين الصاعد مارشون لاتيمور ‏، بينما كان يساعده زميله في الفريق مايك إيفانز، حيث تم تغريم وينستون بمبلغ 12،154 دولارًا. في المباراة، أصبح وينستون ثاني أصغر لاعب في تاريخ الدوري الوطني لكرة القدم الأمريكية يصل إلى 10000 ياردة تمرير في مسيرته، وهو أكبر بأربعة أيام من حامل الرقم القياسي درو بليدسو. غاب عن المباريات الثلاث التالية بسبب الإصابة وعاد في الأسبوع 13. بشكل عام، عانى وينستون وبوكانيرز من تسجيل 5 انتصارات مقابل 11 خسارة. أنهى وينستون موسم 2017 برصيد 3504 ياردة تمرير، و19 هبوطًا، و11 اعتراضًا.

#### موسم 2018
في 17 أبريل 2018، وقع فريق بوكانيرز على خيار السنة الخامسة في عقد وينستون. في 21 يونيو، أعلن الدوري الوطني لكرة القدم الأمريكية أنه سيتم إيقافه عن اللعب بسبب انتهاكه سياسة السلوك الشخصي الخاصة بالدوري، فيما يتعلق بحادثه الأخير حيث يُزعم أنه تحسس سائقة أوبر. في 28 يونيو، تم الإعلان رسميًا عن إيقاف وينستون لمدة ثلاث مباريات لبدء موسم 2018.
بعد غيابه عن المباريات الثلاث الأولى بسبب الإيقاف، عاد وينستون في الأسبوع الرابع ضد شيكاغو بيرز، لكنه لم يبدأ. حل محل رايان فيتزباتريك في الربع الثالث، وأنهى المباراة بـ 145 ياردة تمرير، وهبوط، واعتراضين حيث خسر فريق بوكانيرز 10–48. في الأسبوع السادس، ضد فريق فالكونز، كان لديه 395 ياردة تمرير، وأربعة هبوطات، واعتراضين في الخسارة 34–29. في الأسبوع الثامن ضد فريق سينسيناتي بنغالز، ألقى وينستون مسافة 276 ياردة، وهبوط واحد، وأربع اعتراضات وتم وضعه على مقاعد البدلاء في الربع الثالث لصالح فيتزباتريك. خلال الأسبوع الحادي عشر ضد نيويورك جاينتس، ألقى فيتزباتريك ثلاث تمريرات اعتراضية وتم وضعه على مقاعد البدلاء بدلاً من وينستون في الشوط الثاني. ألقى وينستون مسافة 199 ياردة، وهبوطين، واعتراضًا حيث خسر فريق الباكانيرز 38–35. بعد أسبوعين، في فوز 24–17 على فريق بانثرز، أكمل وينستون 20 من 30 محاولة تمرير لمسافة 249 ياردة وهدفين، محطمًا الرقم القياسي للفريق في أهداف التمرير في مسيرته برصيد 81. بعد ثلاثة أسابيع، في خسارة 27–20 أمام فريق كاوبويز، أكمل وينستون 34 من 48 محاولة تمرير لمسافة 336 ياردة وهبوط واحد، محطمًا الرقم القياسي للامتياز في الإكمالات في مسيرة مهنية كان يحمله سابقًا جوش فريمان. بشكل عام، أنهى موسم 2018 برصيد 2992 ياردة تمرير، و19 هبوطًا، و14 اعتراضًا.

#### موسم 2019

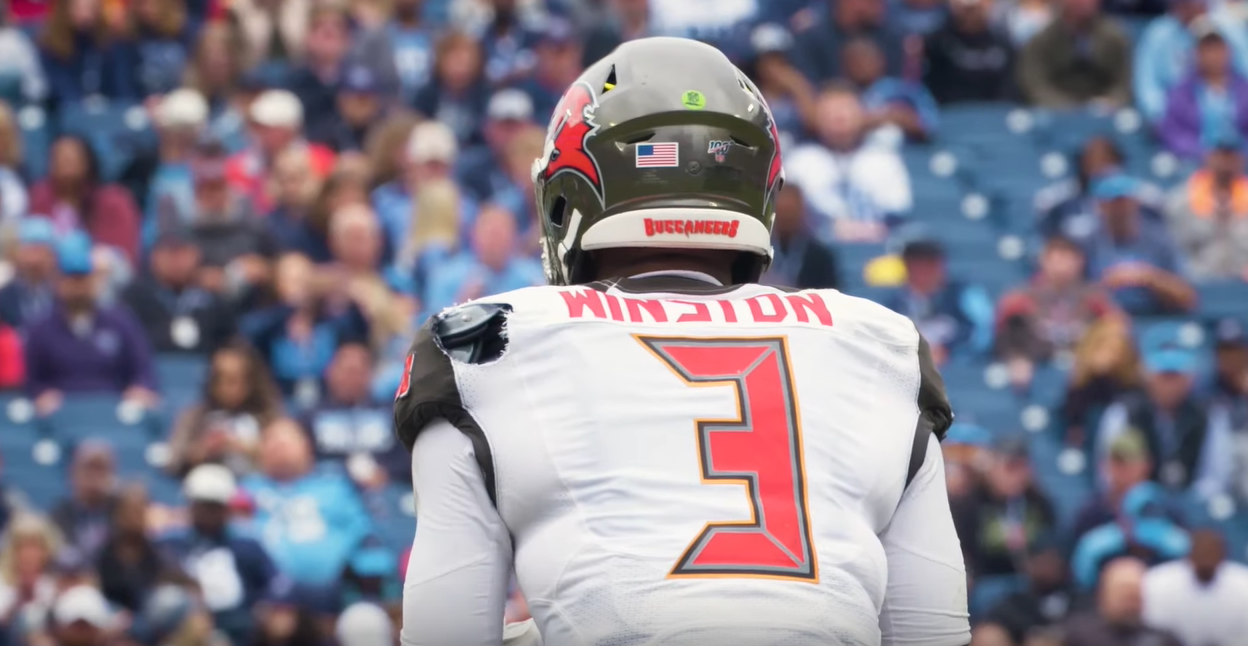
وينستون في مباراة ضد فريق تينيسي تيتانز

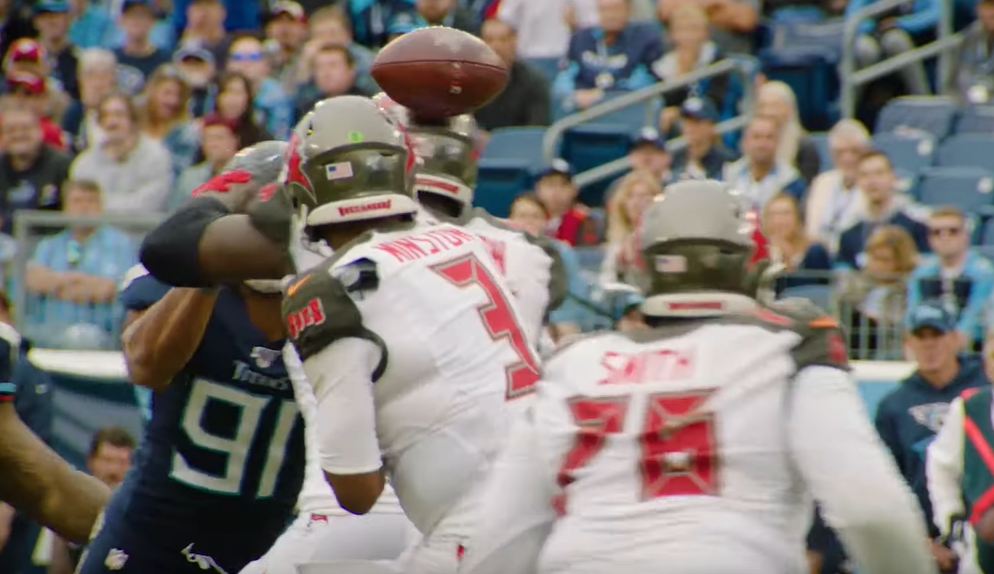
وينستون يرتكب واحدة من 35 خطأ ارتكبها خلال موسم 2019

قبل بداية الموسم، تم طرد المدرب الرئيسي ديرك كويتر ‏ وتم استبداله بالمدرب الرئيسي السابق لفريق كاردينالز بروس أريانز. في الأسبوع الأول، خلال خسارة 31–17 أمام سان فرانسيسكو 49، حطم وينستون الرقم القياسي لفريق بوكانيرز في ياردات التمرير في مسيرة كان يحملها سابقًا فيني تيستافيردي ‏ لكنه أنهى الموسم برصيد 194 ياردة تمرير، وهبوط واحد، وثلاث اعتراضات، اثنتان منها تم إرجاعهما للهبوط. بعد أول أسبوعين باهتين من موسم 2019، خلال خسارة 32–31 أمام العمالقة في الأسبوع الثالث، مرر وينستون مسافة 380 ياردة، وثلاثة هبوطات، واعتراض واحد. في الأسبوع التالي، مرر وينستون مسافة 385 ياردة، وأربعة أهداف، واعتراض في فوز 55–40 على فريق لوس أنجلوس رامز. نتيجة لأدائه، تم اختيار وينستون كأفضل لاعب هجومي في الأسبوع في إن إف سي.
خلال الأسبوع السادس ضد فريق بانثرز في ملعب توتنهام هوتسبير، أصبح وينستون أول لاعب وسط في تاريخ فريق بوكانيرز يمرر 100 هدف في مسيرته، لكنه أنهى المباراة برصيد 400 ياردة تمرير، وهبوط واحد، وخسارة في الكرة، وأعلى عدد من الاعتراضات في مسيرته حيث خسر فريق بوكانيرز 37–26. بعد أسبوعين، في خسارة 27–23 أمام فريق تيتانز، حطم وينستون رقمًا قياسيًا آخر لفريق بوكانيرز، كان يحمله سابقًا تيستافيردي، في محاولات التمرير في مسيرته، لكنه أنهى المباراة بـ 301 ياردة، وهبوطين، واعتراضين، وفقدان الكرة مرتين. في الأسبوع التالي، في خسارة 40–34 في الوقت الإضافي أمام سياتل سي هوكس، مرر وينستون مسافة 335 ياردة، وهبوطين، وفقد الكرة. في الأسبوع العاشر، خلال فوز 30–27 على الكاردينالز، كان لديه 358 ياردة تمرير، وهبوط واحد، واعتراضين. في المباراة التالية ضد القديسين، ألقى وينستون مسافة 313 ياردة، وهبوطين، وأربع اعتراضات، تم إرجاع واحدة منها للهبوط، حيث خسر فريق بوكانيرز 34–17. في الأسبوع الثاني عشر، خلال فوز 35–22 على فريق فالكونز، مرر وينستون مسافة 313 ياردة، وثلاثة هبوطات، واعتراضين. خلال الأسبوع الرابع عشر ضد فريق إنديانابوليس كولتس، أنهى وينستون المباراة بأفضل أداء له في مسيرته آنذاك وهو 456 ياردة تمرير، وخمس ياردات جري، وخمسة هبوطات إجمالية، وثلاث اعتراضات، حيث فاز فريق بوكانيرز بنتيجة 38–35. نتيجة لأدائه، حطم وينستون الرقم القياسي لموسم واحد لفريق بوكانيرز في ياردات التمرير الذي سجله في عام 2016، ليصبح أول لاعب وسط في تاريخ الفريق يمرر أكثر من 4100 ياردة في موسم واحد.
في الأسبوع 15، خلال فوز 38–17 على فريق ليونز، أنهى وينستون الموسم بأفضل أداء في مسيرته وهو 458 ياردة تمرير، وأربع ياردات جري، وأربعة هبوط، واعتراض واحد، حيث أصبح أول لاعب وسط في تاريخ الدوري الوطني لكرة القدم الأمريكية يحقق 450 ياردة تمرير في مباراتين متتاليتين، وحطم الرقم القياسي للامتياز في الهبوط بالتمرير في موسم واحد والذي سجله في عام 2016، ليصبح أول لاعب وسط في تاريخ الامتياز يرمي 30 هبوطًا بالتمرير في موسم واحد. في الأسبوع 16، خلال خسارة 23–20 أمام فريق هيوستن تكسانز، ألقى وينستون مسافة 335 ياردة، وهبوط واحد، وأربع اعتراضات مع إرجاع واحدة للهبوط. في الأسبوع 17، خلال خسارة 28–22 في الوقت الإضافي أمام فالكونز، ألقى وينستون مسافة 201 ياردة، وهبوطين، واعتراضين بما في ذلك اعتراض أنهى المباراة والذي أعاده لاعب خط الوسط ديون جونز ‏ مقابل هبوط. نتيجة لذلك، أصبح وينستون ثامن لاعب وسط في تاريخ الدوري الوطني لكرة القدم الأمريكية يرمي لمسافة 5000 ياردة في موسم واحد، وأول لاعب وسط في فريق باكانيرز يرمي لمسافة 5000 ياردة في موسم واحد، وأول لاعب وسط في تاريخ الدوري الوطني لكرة القدم الأمريكية يرمي ما لا يقل عن 30 هبوطًا و30 اعتراضًا في موسم واحد.
أنهى وينستون عامه الخامس محققًا أعلى مستوياته المهنية، حيث قاد الدوري في ياردات التمرير، والإكمالات، والمحاولات، بالإضافة إلى أعلى مستوياته المهنية في الهبوط بالتمرير، ولكنه قاد الدوري أيضًا في الاعتراضات وإجمالي الأخطاء. أنهى الموسم برصيد 5109 ياردة تمرير، و33 تمريرة هبوطية، وهبوط واحد سريع، و30 اعتراضًا، وخمس كرات مفقودة. حقق وينستون رقمًا قياسيًا في الدوري الوطني لكرة القدم الأمريكية بعد اعتراضاته السبعة، كما احتل تصنيفه كلاعب تمريرات 84.3 في المرتبة 27 بين اللاعبين الأساسيين. كما تم تكريم وينستون أيضًا لإرجاع تمريراته الأولى والأخيرة كلاعب في فريق بوكانيرز للهبوط.
في 28 فبراير 2020، تم الكشف عن أن وينستون خضع لعملية جراحية لإصلاح الغضروف المفصلي الممزق. كما تم الكشف عن أن وينستون خضع لجراحة الليزك. علاوة على ذلك، كان يعاني من إصابة في الركبة وكسر في الإبهام طوال موسم 2019. لم يتم تجديد عقد وينستون مع فريق الباكانيرز في فترة ما بين المواسم، حيث اختاروا استبداله بلاعب الوسط المخضرم في فريق نيو إنجلاند باتريوتس توم برادي.

### نيو أورليانز سينتس

#### موسم 2020
في 28 أبريل 2020، وقع وينستون عقدًا لمدة عام واحد مع القديسين. بلغت قيمة عقده 1.1 مليون دولار بما في ذلك راتبه الأساسي البالغ 952 ألف دولار ومكافأة التوقيع البالغة 148 ألف دولار مع إمكانية الحصول على 3.4 مليون دولار في الحوافز.
خاض وينستون أول ظهور له في موسم 2020 في الأسبوع التاسع ضد فريقه السابق فريق بوكانيرز في مباراة ليلة الأحد لكرة القدم ‏ بدلاً من بريز. مرر وينستون مسافة 12 ياردة حيث تغلب القديسون على فريق باكس بنتيجة 38–3. في الأسبوع العاشر ضد فريق 49ers، دخل وينستون في الشوط الثاني بعد أن غادر بريز المباراة بسبب إصابة في الضلع. أتم وينستون 6 من 10 تمريرات لمسافة 63 ياردة حيث فاز القديسون 27–13. تم وضعه على قائمة الاحتياط/ كوفيد–19 من قبل الفريق في 20 ديسمبر 2020، وتم تنشيطه بعد أربعة أيام.
في الجولة التقسيمية ‏ من التصفيات ضد فريق تامبا باي بوكانيرز، دخل وينستون إلى التشكيلة في لعبة خادعة وألقى تمريرة هبوط بطول 56 ياردة إلى تريكوان سميث ‏ خلال الخسارة 30–20.

#### موسم 2021

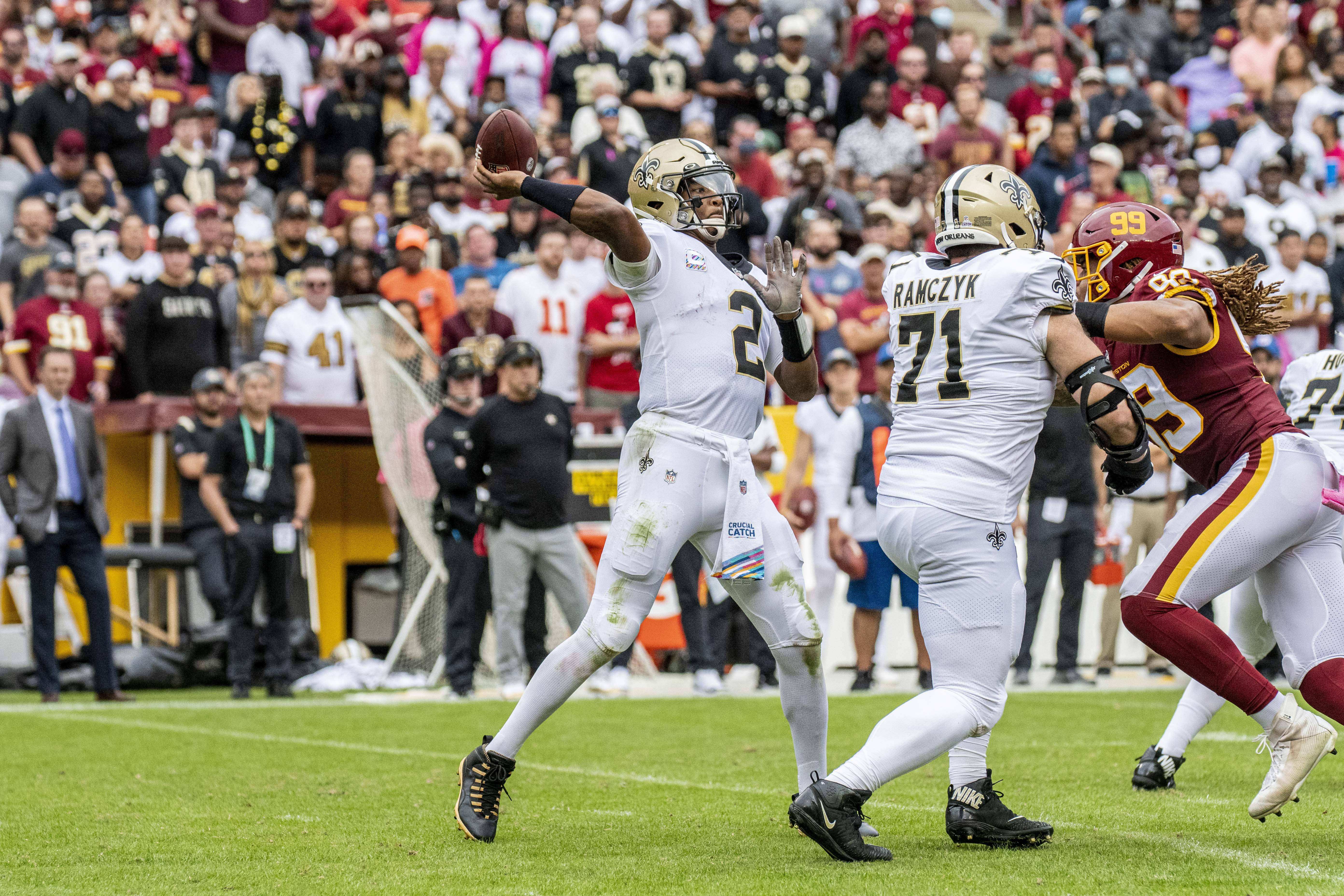
وينستون يلعب ضد فريق واشنطن لكرة القدم في عام 2021.

في 15 مارس 2021، أعاد وينستون التوقيع مع القديسين على صفقة مدتها عام واحد بقيمة 12 مليون دولار. في 27 أغسطس 2021، تم تعيين وينستون كلاعب الوسط الأساسي لفريق القديسين بدلاً من تايسوم هيل ‏. في أول مباراة له مع القديسين ضد فريق جرين باي باكرز، ألقى وينستون مسافة 147 ياردة وخمسة هبوطات حيث فاز القديسون 38–3. في الأسبوع التالي ضد فريق بانثرز مع إصابة العديد من اللاعبين الأساسيين وغياب سبعة مدربين بسبب كوفيد–19، ألقى وينستون مسافة 111 ياردة و2 اعتراضات دون أي هبوط في الخسارة 26–7. خلال الأسبوع الخامس ضد فريق واشنطن لكرة القدم، تغلب وينستون والقديسون على خطأين مبكرين ليهزموا واشنطن بنتيجة 33–22 بينما رموا لمسافة 279 ياردة وأربعة هبوطات واعتراض واحد بالإضافة إلى فقدان الكرة.
في الأسبوع الثامن ضد فريق باكانيرز، اضطر وينستون إلى مغادرة المباراة في الربع الثاني بسبب إصابة في الركبة بعد تعرضه لعرقلة عنيفة ‏ من قبل لاعب خط وسط فريق تامبا باي ديفين وايت. تم استبداله بتريفور سيميان ‏، الذي فاز بالمباراة بنتيجة 36–27. في اليوم التالي، تم الكشف عن أن وينستون يعاني من تمزق في الرباط الصليبي الأمامي وتلف في الرباط الجانبي الإنسي، مما أنهى موسمه.

#### موسم 2022
في 21 مارس 2022، وقع وينستون على تمديد عقد لمدة عامين بقيمة 28 مليون دولار مع القديسين. في 18 سبتمبر، أفيد أن ونستون عانى من أربعة كسور في ظهره في الأسبوع الأول. شارك وينستون في المباريات الثلاث الأولى قبل أن يصبح غير نشط في الأسبوعين الرابع والخامس. بعد عودته، تم تعيين وينستون كلاعب خط وسط احتياطي خلف المخضرم آندي دالتون.

#### موسم 2023
في 14 مارس 2023، أعاد وينستون التوقيع مع القديسين. شارك في سبع مباريات، لكنه لم يُقدم مساهمة تُذكر إلا في مباراتين فقط خلال موسم 2023. وسجّل هدفين وثلاث اعتراضات خلال الموسم.

### كلفلاند براونز
في 20 مارس 2024، وقع وينستون عقدًا لمدة عام واحد مع كليفلاند براونز.
بعد استبعاد لاعب الوسط الأساسي ديشون واتسون من الموسم بسبب تمزق وتر أخيل في 20 أكتوبر، تولى وينستون منصب البادئ بدءًا من الأسبوع الثامن. في بدايته الأولى، ألقى وينستون مسافة 334 ياردة، وثلاثة هبوطات، وصفر اعتراضات، بما في ذلك هبوط التقدم مع أقل من دقيقة متبقية حيث قاد كليفلاند إلى فوز مفاجئ 29–24 على بالتيمور رافينز. في الأسبوع الحادي عشر ضد القديسين، ألقى وينستون مسافة 395 ياردة وهبوطين، بما في ذلك تمريرة لمسافة 89 ياردة طويلة في مسيرته إلى جيري جودي ‏ حيث خسر فريق براونز 35–14. في الأسبوع التالي ضد فريق بيتسبرغ ستيلرز، سجل وينستون هبوطًا من مسافة ياردتين ليعطي كليفلاند تقدمًا بفارق 12 نقطة في ظل ظروف ثلجية. أهدر فريق براونز هذا التقدم بعد خطأين ارتكبهما وينستون في الربع الرابع، لكنه قاد كليفلاند إلى قيادة الفوز بالمباراة قبل أقل من دقيقة من نهاية المباراة ليفوز 24–19.
في الأسبوع 13 ضد فريق دنفر برونكوس، حقق وينستون رقمًا قياسيًا في مباراة واحدة لصالح فريق براونز بـ 497 ياردة تمرير وأربعة هبوط، لكن اعتراضاته الثلاث، بما في ذلك اثنتان عادتا للهبوط، أدت إلى هزيمة فريق براونز بنتيجة 41–32. تم استبدال وينستون بدوريان تومسون روبنسون ‏ في وقت متأخر من النصف الثاني من مباراة براونز في الأسبوع الخامس عشر ضد كانساس سيتي تشيفز بعد رمي ثلاث اعتراضات في خسارة 21–7. في 17 ديسمبر، أعلن المدرب الرئيسي كيفن ستيفانسكي ‏ أن تومسون روبنسون سيكون اللاعب الأساسي في مباراة الأسبوع السادس عشر ضد فريق سينسيناتي بنغالز. قبل إبعاده عن الملعب، ألقى وينستون مسافة 2121 ياردة مع 13 هدفًا و12 اعتراضًا. حدثت ثمانية من اعتراضاته خلال آخر ثلاث مباريات خاضها، وكانت جميعها خسائر.

### نيويورك جاينتس
في 31 مارس 2025، وقع وينستون عقدًا لمدة عامين بقيمة 8 ملايين دولار مع نيويورك جاينتس.

## إحصائيات مسيرته في الدوري الوطني لكرة القدم الأمريكية
| المفاتيح | المفاتيح        |
| -------- | --------------- |
|          | قاد الدوري      |
| الغامق   | أعلى مستوى مهني |

| العام   | الفريق       | المباريات | المباريات | المباريات | التمرير | التمرير | التمرير | التمرير | التمرير | التمرير | التمرير | التمرير | التمرير | الاندفاع | الاندفاع | الاندفاع | الاندفاع | الاندفاع | الإسقاط | الإسقاط | التعثرات | التعثرات |
| العام   | الفريق       | لعب       | م أ       | سجل       | ت م     | م ت     | إ%      | ي ت     | ي/ت     | أ ت م   | ت هـ    | اع      | ت ت     | م ا      | ي ا      | ي م ا    | أ م ا    | هـ س     | أ إ     | ي م ب إ | ك م      | خسر      |
| ------- | ------------ | --------- | --------- | --------- | ------- | ------- | ------- | ------- | ------- | ------- | ------- | ------- | ------- | -------- | -------- | -------- | -------- | -------- | ------- | ------- | -------- | -------- |
| 2015 ‏   | تامبا ‏       | 16        | 16        | 6–10      | 312     | 535     | 58.3    | 4،042   | 7.6     | 68      | 22      | 15      | 84.2    | 54       | 213      | 3.9      | 21       | 6        | 27      | 190     | 6        | 2        |
| 2016 ‏   | تامبا ‏       | 16        | 16        | 9–7       | 345     | 567     | 60.8    | 4،090   | 7.2     | 45      | 28      | 18      | 86.1    | 53       | 165      | 3.1      | 14       | 1        | 35      | 239     | 10       | 6        |
| 2017 ‏   | تامبا ‏       | 13        | 13        | 3–10      | 282     | 442     | 63.8    | 3،504   | 7.9     | 70      | 19      | 11      | 92.2    | 33       | 135      | 4.1      | 17       | 1        | 33      | 207     | 15       | 7        |
| 2018 ‏   | تامبا ‏       | 11        | 9         | 3–6       | 244     | 378     | 64.6    | 2،992   | 7.9     | 64      | 19      | 14      | 90.2    | 49       | 281      | 5.7      | 18       | 1        | 27      | 157     | 7        | 3        |
| 2019 ‏   | تامبا        | 16        | 16        | 7–9       | 380     | 626     | 60.7    | 5،109   | 8.2     | 71      | 33      | 30      | 84.3    | 59       | 250      | 4.2      | 26       | 1        | 47      | 282     | 12       | 5        |
| 2020 ‏   | نيو أورليانز | 4         | 0         | —         | 7       | 11      | 63.6    | 75      | 6.8     | 19      | 0       | 0       | 83.5    | 8        | −6       | −0.8     | 3        | 0        | 2       | 11      | 0        | 0        |
| 2021    | نيو أورليانز | 7         | 7         | 5–2       | 95      | 161     | 59.0    | 1،170   | 7.3     | 72      | 14      | 3       | 102.8   | 32       | 166      | 5.2      | 20       | 1        | 11      | 69      | 2        | 1        |
| 2022    | نيو أورليانز | 3         | 3         | 1–2       | 73      | 115     | 63.5    | 858     | 7.5     | 51      | 4       | 5       | 79.5    | 5        | 16       | 3.2      | 6        | 0        | 11      | 74      | 3        | 0        |
| 2023    | نيو أورليانز | 7         | 0         | —         | 25      | 47      | 53.2    | 264     | 5.6     | 30      | 2       | 3       | 57.4    | 5        | −6       | −1.2     | −1       | 0        | 2       | 13      | 0        | 0        |
| 2024    | كليفلاند     | 12        | 7         | 2–5       | 181     | 296     | 61.1    | 2،121   | 7.2     | 89      | 13      | 12      | 80.6    | 25       | 83       | 3.3      | 13       | 1        | 24      | 130     | 5        | 2        |
| المسيرة | المسيرة      | 105       | 87        | 36–51     | 1،944   | 3،178   | 61.2    | 24،225  | 7.6     | 89      | 154     | 111     | 86.4    | 323      | 1،297    | 4.0      | 26       | 12       | 219     | 1،372   | 60       | 26       |

| العام   | الفريق       | المباريات | المباريات | المباريات | التمرير | التمرير | التمرير | التمرير | التمرير | التمرير | التمرير | التمرير | التمرير | الاندفاع | الاندفاع | الاندفاع | الاندفاع | الاندفاع | الإسقاط | الإسقاط | التعثرات | التعثرات |
| العام   | الفريق       | لعب       | م أ       | سجل       | ت م     | م ت     | إ%      | ي ت     | ي/ت     | أ ت م   | ت هـ    | اع      | ت ت     | م ا      | ي ا      | ي م ا    | أ م ا    | هـ س     | أ إ     | ي م ب إ | ك م      | خسر      |
| ------- | ------------ | --------- | --------- | --------- | ------- | ------- | ------- | ------- | ------- | ------- | ------- | ------- | ------- | -------- | -------- | -------- | -------- | -------- | ------- | ------- | -------- | -------- |
| 2020    | نيو أورليانز | 1         | 0         | —         | 1       | 1       | 100.0   | 56      | 56.0    | 56      | 1       | 0       | 158.3   | 0        | 0        | 0.0      | 0        | 0        | 0       | 0       | 0        | 0        |
| المسيرة | المسيرة      | 1         | 0         | 0–0       | 1       | 1       | 100.0   | 56      | 56.0    | 56      | 1       | 0       | 158.3   | 0        | 0        | 0.0      | 0        | 0        | 0       | 0       | 0        | 0        |

## السجلات والإنجازات

### سجلات الدوري الوطني لكرة القدم الأمريكية
- أكبر عدد من الهبوطات في مباراة واحدة للاعب الوسط المبتدئ: 5 (متعادلًا مع راي بويفيد  [لغات أخرى]‏، ماثيو ستافورد، ديشون واتسون، دانيال جونز وسي جيه سترود  [لغات أخرى]‏)[134]
- أكثر عدد من الهبوطات التي سجلها لاعب الوسط المبتدئ في الشوط الأول: 4 (متعادلاً مع ماركوس ماريوتا  [لغات أخرى]‏ وديشون واتسون) (22 نوفمبر 2015، ضد فيلادلفيا إيجلز)[135]
- أصغر لاعب يمرر لمسافة 3000 ياردة: (21 عامًا و342 يومًا) 13 ديسمبر 2015[136]
- أصغر لاعب يمرر لمسافة 4000 ياردة: (21 عامًا و363 يومًا) 3 يناير 2016
- ثاني أصغر لاعب يمرر مسافة 10000 ياردة: (23 عامًا و303 يومًا؛ أكبر من درو بليدسو بأربعة أيام) 5 نوفمبر 2017[69]
- أصغر لاعب يمرر 40 تمريرة حاسمة: (22 عامًا و312 يومًا) 13 نوفمبر 2016[137]
- أكثر مواسم التمرير لمسافة 4000 ياردة لبدء مسيرة: موسمان (2015–2016)
- معظم تمريرات الهبوط قبل عيد الميلاد الرابع والعشرين: 69 (23 عامًا و360 يومًا) 31 ديسمبر 2017[138]
- أكبر عدد من المباريات المتتالية التي تجاوزت فيها المسافة 450 ياردة: 2 (2019)[139]
- معظم الاعتراضات التي تم إرجاعها للهبوط في موسم واحد: 7 (2019)[140]
- أول لاعب في تاريخ الدوري الوطني لكرة القدم الأمريكية يسجل 30 هدفًا أو أكثر و30 اعتراضًا في موسم واحد: (2019)[140]
- أقل عدد من الياردات في مباراة بها 5 أهداف أو أكثر: 148 (12 سبتمبر 2021، ضد جرين باي باكرز)[141]

### سجلات امتياز بوكانيرز

#### سجلات الروكي
- أكبر عدد من الهبوطات التي سجلها لاعب مبتدئ – 22
- أكبر عدد من ياردات التمرير التي قطعها لاعب مبتدئ – 4042
- أكثر محاولات التمرير من قبل لاعب مبتدئ – 535
- أكثر عدد من التمريرات المكتملة من قبل لاعب مبتدئ – 312
- معظم المباريات التي بدأها لاعب مبتدئ – 16
- أكثر عدد من الاعتراضات للهبوط من قبل لاعب مبتدئ – 2
- أعلى تصنيف للاعب مبتدئ – 84.2
- أعلى ياردات مكتسبة لكل محاولة تمرير من قبل لاعب مبتدئ – 7.56
- أعلى ياردات تمرير في المباراة الواحدة – 252.6
- أكبر عدد من الانتصارات للمبتدئين – 6
- أكبر عدد من الخسائر من قبل المبتدئين – 10
- أكثر عدد من العودة في الربع الرابع من قبل لاعب مبتدئ – 2 (متعادل مع بروس جرادكوفسكي  [لغات أخرى]‏، ومايك جلينون، وجوش فريمان)
- أكثر عدد من الأهداف التي حسمت المباراة لصالح لاعب مبتدئ – 3 (متعادلاً مع بروس جرادكوفسكي)
- أكبر عدد من الهبوطات السريعة التي سجلها لاعب الوسط المبتدئ – 6
- أكثر محاولات الاندفاع التي قام بها لاعب الوسط المبتدئ – 54

#### سجلات اللعب
- أكبر عدد من المباريات المتتالية التي تم فيها تمرير 300 ياردة – 6 (الأسبوع 6–12، 2019)[144]
- أكبر عدد من الهبوطات في مباراة واحدة – 5 (متعادل) (22 نوفمبر 2015، ضد فيلادلفيا إيجلز)[145]
- أكبر عدد من محاولات التمرير في مباراة واحدة – 58 (25 سبتمبر 2016، ضد لوس أنجلوس رامز)
- أكثر عدد من التمريرات المكتملة في مباراة واحدة – 36 (بالتعادل مع برايان جريس) (25 سبتمبر 2016، ضد لوس أنجلوس رامز) (تم كسره لاحقًا بواسطة توم برادي)

#### سجلات الموسم
- أكبر عدد من الهبوطات السريعة التي سجلها لاعب الوسط في موسم واحد – 6 (2015)[146]
- أكبر عدد من الهبوطات في موسم واحد – 33 (2019)[146] (تم كسره لاحقًا بواسطة توم برادي)
- أكبر عدد من ياردات التمرير في موسم واحد – 5،109 (2019)[146] (تم كسره لاحقًا بواسطة توم برادي)
- أعلى ياردات تمرير في المباراة الواحدة في الموسم – 319.3 (2019)[146]
- أكثر محاولات التمرير في موسم واحد – 626 (2019)[146] (تم كسرها لاحقًا بواسطة توم برادي)
- أكبر عدد من المواسم المتتالية، 3000 ياردة تمريرية – 3 (2015–2017) (متعادلاً مع براد جونسون وجوش فريمان)[147]
- معظم المواسم التي تجاوزت فيها ياردات التمرير 3000+ – 4 (2015–2019)[147]
- أكثر المواسم المتتالية في تمرير 4000 ياردة – 2 (2015–2016)[148] (متعادلًا مع توم برادي)
- معظم مواسم التمريرات التي بلغت 4000 ياردة – 3 (2015–2019)[148]
- أكثر المباريات التي مر فيها اللاعبون لمسافة 300 ياردة في موسم واحد – 11 (2019)[149]

#### سجلات المسيرة
- أكثر المباريات التي قطع فيها اللاعبون مسافة 300 ياردة تمرير – 27 (2015–2019)[150]
- أكبر عدد من الهبوطات العابرة – 121 (2015–2019)[80]
- أكثر عدد من استكملوا التمريرات – 1،563 (2015–2019)[80]
- أكبر عدد من ياردات التمرير – 19،737 (2015–2019)[80]
- أكثر محاولات التمرير – 2،548 (2015–2019)[80]
- أعلى ياردات تمرير في المباراة الواحدة في مسيرته – 274.1 (2015–2019)
- أكبر عدد من ياردات الجري التي قطعها لاعب الوسط – 1044 (2015–2019)[151]
- أكثر محاولات الاندفاع التي قام بها لاعب الوسط – 248 (2015–2019)[151]
- أكثر عدد من الأخطاء – 50 (2015–2019)[151]

### سجلات امتياز براونز

#### سجلات اللعبة
- أكثر ياردات تمرير للاعب الوسط في أول ظهور أساسي له مع براونز – 334 (28 أكتوبر 2024، ضد بالتيمور رايفنز)[152]
- أكبر عدد من ياردات التمرير في مباراة واحدة – 497 (2 ديسمبر 2024، ضد دنفر برونكوز)[153]

## الحياة الشخصية
تزوج ونستون من زوجته، بريون ألين، في حفل خاص أقيم في منزلهما في 27 مارس 2020. لديهما ولدان معًا.

### الجدل

#### ادعاء الاعتداء الجنسي
في 14 نوفمبر 2013، أعلن المدعي العام للدائرة القضائية الثانية ‏ أنهم فتحوا تحقيقًا في مزاعم الاعتداء الجنسي التي تورط فيها وينستون والتي تم تقديمها في الأصل إلى إدارة شرطة تالاهاسي ‏ (TPD) في 7 ديسمبر 2012. تم التحقيق في الشكوى في الأصل من قبل الشرطة وتم تصنيفها على أنها مفتوحة/غير نشطة في فبراير 2013 دون توجيه أي اتهامات. وقد نشر قسم شرطة تالاهاسي تقرير الشرطة، الذي يتضمن البيان الأصلي للمشتكي. صرحت شرطة تالاهاسي بأن الشكوى أصبحت غير نشطة «عندما قطعت الضحية في القضية الاتصال مع شرطة تالاهاسي، وأشارت محاميتها إلى أنها لا تريد المضي قدمًا في ذلك الوقت» ثم أعيد النظر فيها بعد أن بدأت طلبات وسائل الإعلام للحصول على المعلومات في أوائل نوفمبر. في 5 ديسمبر/كانون الأول 2013، أعلن المدعي العام ويلي ميجز انتهاء التحقيق وعدم توجيه أي اتهامات لأي شخص في هذه القضية، مشيرا إلى «مشاكل كبرى» في شهادة المرأة. صرحت ميغز قائلةً: «بصفتنا مدعين عامين، لا نوجه اتهامات إلا في القضايا التي يُحتمل أن تُفضي فيها الأدلة إلى إدانة في المحاكمة. في هذه القضية، لا تُظهر الأدلة ذلك.» وقد وجّه كلا الطرفين ادعاءات بسوء سلوك الشرطة، حيث زعمت المشتكية أنها تعرضت لضغوط للتنازل عن دعواها، بينما زعم محامي وينستون وجود تسريبات غير لائقة لوسائل الإعلام. إن سياسة ولاية فلوريدا هي أن الرياضيين المتهمين بجناية لا يمكنهم اللعب حتى يتم حل قضيتهم، لكن وينستون استمر في اللعب طوال فترة التحقيق لأنه لم يتم توجيه اتهام إليه مطلقًا.
في 16 أبريل 2014، ذكرت صحيفة نيويورك تايمز وجود مخالفات في التحقيق في قضية الاغتصاب التي تورط فيها وينستون. وقد أصيبت المشتكية بكدمات وتم العثور على السائل المنوي على ملابسها الداخلية. بعد 34 يومًا، حددت المشتكية اسم وينستون باعتباره المهاجم لها. اتصلت شرطة تالاهاسي بوينستون بعد حوالي 13 يومًا. لم يتم أخذ عينة من الحمض النووي من وينستون حتى تولى المدعي العام القضية بعد أشهر؛ وبمجرد أخذها في نوفمبر/تشرين الثاني 2013، تبين أنها تتطابق مع الحمض النووي الموجود في ملابس المشتكية الداخلية. أجرى التحقيق الضابط سكوت أنجولو، الذي أشارت ' التايمز إلى أنه قام بأعمال أمنية خاصة لصالح سيمينول بوسترز، الممول الرئيسي لألعاب القوى في ولاية فلوريدا.
برأت جلسة الاستماع الرسمية لجامعة ولاية فلوريدا، والتي ترأسها قاضي المحكمة العليا المتقاعد في فلوريدا، الرائد ب. هاردينج، في 21 ديسمبر 2014، وينستون من انتهاك قانون سلوك الطلاب في ادعاء الاعتداء الجنسي. فيما يلي مقتطف من قرار هاردينج
لا أجد مصداقية أيٍّ من الروايتين أقوى بكثير من الأخرى. لكلٍّ منهما نقاط قوة ونقاط ضعف. لا أستطيع الجزم بأن الأحداث التي عرضتها (المُدّعي)، أو مزيج منها، تُرجّح أكثر من عدمها، بما يكفي لإدانتك بانتهاك القانون. وهنا يكمن العامل الحاسم في قراري.
رفعت المدعية دعوى مدنية ضد ونستون في أبريل/نيسان 2014، ورفع ونستون دعوى مضادة ضدها بتهمة التشهير والتدخل الضار ‏ في مايو/أيار 2014. وفي حكم صدر في سبتمبر/أيلول 2015، رفضت القاضية الفيدرالية آن سي كونواي دعوى وينستون بالتدخل الضار، لكنها رفضت طلب رفض دعواه بتهمة التشهير. تم تسوية هذه المطالبات المدنية خارج المحكمة في ديسمبر 2016، قبل أربعة أشهر من الموعد المقرر لإحالة القضية إلى المحاكمة.
في نوفمبر 2015، صرح وينستون لشبكة سي إن إن أنه مستعد لرفع دعوى قضائية إذا بثت الشبكة فيلم أرض الصيد ‏، وهو فيلم وثائقي عن اغتصاب في الحرم الجامعي والذي يتضمن مزاعم متنازع عليها حول وينستون. لم تتراجع شبكة سي إن إن عن قرارها وعرضت الفيلم الوثائقي في 22 نوفمبر 2015.
في عام 2016، دفعت الجامعة 950 ألف دولار لتسوية دعوى قضائية رفعتها نفس المرأة زاعمة أن جامعة ولاية فلوريدا انتهكت قانون التاسع في التعامل مع شكواها. ووافقت الجامعة أيضًا على تنفيذ برامج التوعية الجنسية لمدة خمس سنوات. ولم يعترف بالمسؤولية.

#### حوادث السرقة من المتاجر
في يوليو/تموز 2013، اتصل موظف في برجر كنج بالشرطة للشكوى من أن وينستون كان يسرق الصودا. وبحسب تقرير الشرطة، دخل وينستون إلى المطعم برفقة ثلاثة رجال، لكنه لم يطلب أي طعام. أحد الموظفين، الذي تعرف عليه، رآه أولاً وهو يستخدم أكواب الكاتشب لتناول بعض الصودا. وطلب منها كوب ماء بعد أن طلبت منه التوقف، لكنه قال إنه سيستخدمه للصودا وملأه مرارا وتكرارا بالصودا رغم اعتراضاتها، حسبما جاء في التقرير. في 29 أبريل 2014، تم إصدار استدعاء مدني للبالغين ‏ إلى وينستون لسرقة أرجل السلطعون من متجر تالاهاسي ببليكس. أمر ونستون بأداء 20 ساعة من الخدمة المجتمعية، وتم إيقافه عن ممارسة أي نشاط بيسبول جامعي حتى يكمل خدمته المجتمعية.

#### التعليقات البذيئة
في 17 سبتمبر 2014، تم إيقاف وينستون عن المشاركة في النصف الأول من مباراة ولاية فلوريدا القادمة ضد كليمسون. ذكرت صحيفة الغارديان أن «عدة طلاب غردوا» بأن وينستون صرخ قائلاً: «افعل بها ما يحلو لك ‏!»، وهي ميم على الإنترنت، بينما كان يقف على طاولة في اتحاد الطلاب بجامعة ولاية فلوريدا. بعد يومين، أعلن رئيس الجامعة جارنيت إس. ستوكس والمدير الرياضي ستان ويلكوكس، مستشهدين بنتائج «تحقيق مستمر»، أنه سيتم إيقاف وينستون عن اللعب طوال المباراة.

#### ادعاء التحرش 2017
في 17 نوفمبر 2017، أفيد أن الدوري الوطني لكرة القدم الأمريكية أجرى تحقيقًا، حيث زُعم أن وينستون تحسس سائقة أوبر في عام 2016. وبعد يومين، تم الكشف عن أن رونالد داربي، الذي كان يدرس أيضًا في جامعة ولاية فلوريدا، كان أيضًا على متن الرحلة التي من المفترض أن الحادثة وقعت فيها. دافع داربي عن وينستون ضد هذه الإتهامات. ومع ذلك، وجد التحقيق أدلة على أن وينستون ركب رحلة أخرى مع أوبر بمفرده، وهو ما يتفق مع رواية سائق أوبر، وخلص إلى أن وينستون «انتهك سياسة السلوك الشخصي من خلال لمس السائق بطريقة غير لائقة وجنسية دون موافقتها». أعلنت الرابطة في 21 يونيو أنها أوقفت وينستون عن أول ثلاث مباريات من موسم 2018 نتيجة لتورطه في الحادث، والذي تم تنفيذه في 28 يونيو.

## الملاحظات
1. ↑  من عام 2014 إلى عام 2016، لم يستخدم برو بول تنسيق إيه إف سي مقابل إن إف سي التقليدي، بل ذهب بدلاً من ذلك إلى «غير مؤتمري» حيث اختار لاعبان أسطوريان فرقًا على غرار ساحة المدرسة أو أسلوب الخيال.

## وصلات خارجية
- جيمس ونستون على موقعبيزبول رفرنس.كوم (الدوري الثانوي) (الإنجليزية)
- جيمس ونستون على موقع مرجع كرة القدم المحترفة.كوم (الإنجليزية)
- New York Giants bio
- ملف تعريف جائزة هايزمان
- إحصائيات المسيرة من NFL.com · ESPN · CBS Sports · Yahoo Sports · Pro Football Reference
- إحصائيات المهنة من Baseball Reference (Minors)
- Florida State football bio
- Florida State baseball bio